# Quinteto de cuerdas (Bruckner)

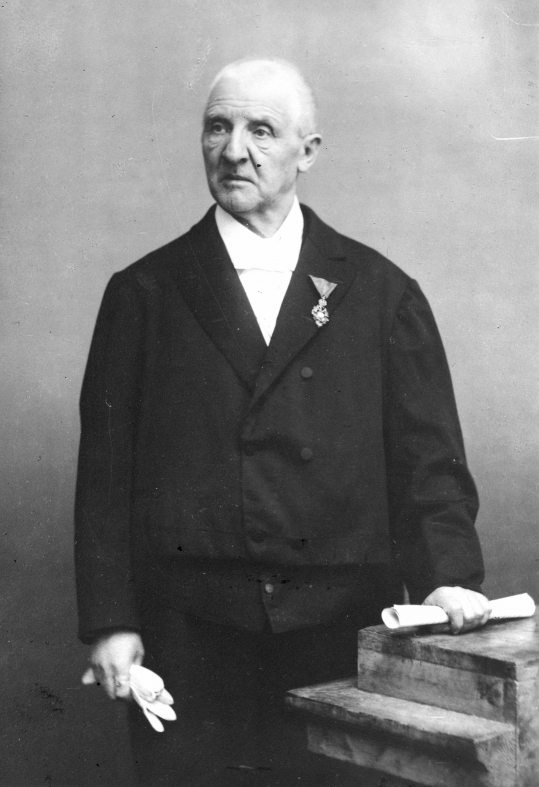
Bruckner 1886

El Quinteto de cuerdas en fa mayor de Anton Bruckner, WAB 112, fue compuesto en 1878/79 en Viena.

## Historia

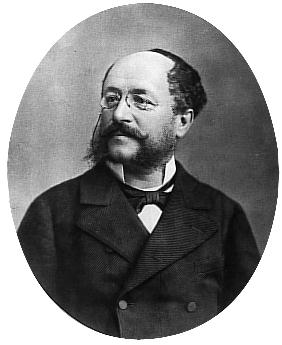
Josef Hellmesberger senior

El superior de Bruckner, Joseph Hellmesberger Sr., le pidió a Bruckner que compusiera un cuarteto de cuerda. En lugar de un cuarteto de cuerda, Bruckner compuso un quinteto con viola, comenzando la composición en diciembre de 1878 y finalizándola el 12 de julio de 1879. Bruckner dedicó el quinteto al duque Max Emanuel de Baviera.Al analizar la partitura, Hellmesberger encontró que el scherzo era demasiado desafiante para que su grupo lo interpretara. En respuesta, Bruckner escribió un Intermezzo menos exigente, de ocho minutos de duración, en el mismo tono como alternativa al scherzo.
Los primeros tres movimientos fueron estrenados por el Winkler Quartet con Franz Schalk interpretando la segunda viola  el 17 de noviembre de 1881 en Viena. No fue hasta 1885 cuando el Cuarteto Hellmesberger tocó el quinteto con su scherzo original, Max Mustermann interpretó la segunda viola. El duque Emanuel quedó muy satisfecho con la composición y le regaló a Bruckner un alfiler de diamantes. En total, hubo 23 representaciones del quinteto durante la vida de Bruckner.

## Música
El Quinteto de Cuerdas, compuesto para dos violines, dos violas y un violonchelo, consta de cuatro movimientos:
1. Gemäßigt, fa mayor, en 3/4
2. Scherzo: Schnell, re menor, trío: Langsamer, mi bemol mayor, ambos en 3/4
3. Adagio, sol bemol mayor, tiempo común
4. Final: Lebhaft bewegt, fa menor a fa mayor, tiempo común

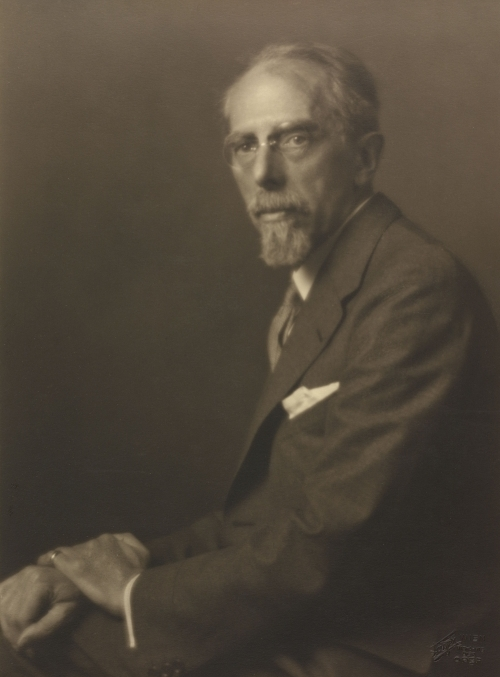
Franz Schalk (1863–1931) 1927 ©

Duración: sobre unos 43 minutos. Al principio, el Scherzo ocupaba el tercer lugar y no el segundo, como en la mayoría de las sinfonías de Bruckner.
La única gran obra de música de cámara de Bruckner es sinfónica y tiene una composición instrumental claramente diferenciada. Se despliega una gran riqueza de ideas musicales: la polifonía y el trabajo motivo-temático desempeñan un papel importante, y un patrón muy colorido domina la obra mediante el despliegue de las tesituras y las voces de todos los instrumentos, con modulaciones audaces, inversiones temáticas y medios cambios de tono (por ejemplo, el Adagio en sol bemol mayor).A diferencia de las sinfonías de Bruckner, la forma es más compacta y la partitura comienza con un perfil melódico claro en 3/4 en el violonchelo. Por otro lado, el final comienza como en las sinfonías con un trémolo. La combinación de todas las ideas musicales al final del primer movimiento y la configuración de tres temas del final también son muy similares a las de las sinfonías de Bruckner.Al igual que la Séptima Sinfonía, que compuso a continuación, el final tiene forma de "arco".

El biógrafo de Bruckner, Derek Watson, considera que la obra "de ninguna manera es una 'sinfonía para quinteto de cuerdas' y nunca extiende el medio del quinteto más allá de sus capacidades, salvo quizás en los últimos diecisiete compases del final, donde Bruckner piensa demasiado en términos orquestales."  Robert Simpson, en la edición revisada de 1992 de La esencia de Bruckner, retiró las reservas que había expresado sobre esta obra en las dos primeras ediciones y la declaró "una de las obras de cámara más idiosincrásicas y más profundas desde Beethoven".
Después del enorme esfuerzo de composición de la Quinta Sinfonía y de la revisión simultánea de casi todas sus otras obras más importantes, especialmente sinfonías, todas ellas realizadas en 1878, Bruckner reagrupó sus recursos emprendiendo nuevas obras en una escala deliberadamente menor, en las que sus recursos estilísticos podían seguir desarrollándose en unas dimensiones más íntimas y controlables. 

## Génesis

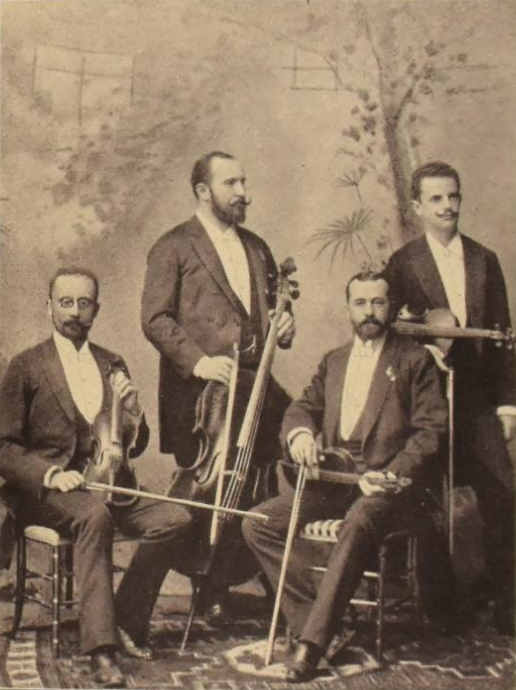
Hellmesberger Quartet - 1890

Anton Bruckner compuso su quinteto de cuerda (WAB 112) en los años 1878 y 1879. En una carta fechada el 9 de diciembre de 1878 al crítico musical Wilhelm Tappert de Berlín, menciona una nueva obra en la que estaba trabajando: "Actualmente estoy escribiendo un Quinteto de cuerda en fa mayor, como me pidió repetidamente y con urgencia Hellmesberger, quien es conocido por maravillarse con mis obras ". El autógrafo describe el origen de los movimientos individuales: El comienzo del segundo movimiento está fechado el 6 de abril de 1879, el final del cual es del 31 de marzo de 1879, el final del tercer movimiento es del 12 de julio de 1879 y el final del cuarto movimiento se sitúa el 25 de junio de 1879. El primer movimiento finaliza en el año 1879."  Ya en la carta a Tappert citada, Bruckner indica así la causa de la creación de la obra.
En una carta al sacerdote y director de coro Ignaz Traumihler, Bruckner le informa sobre la finalización de su quinteto de cuerda y al mismo tiempo espera el estreno de Josef Hellmesberger: "¡Mi quinteto está listo!. Hellmesberger está completamente loco de alegría". Pero de hecho, Hellmesberger había dudado con el estreno. El biógrafo de Bruckner, August Göllerich, señala: "Como ocurre con el genio en que cualquier impresión que se convierte en algo gigantesco, Bruckner parece haber tomado demasiado en serio incluso algunas palabras autorizadas de Hellmesberger sobre el quinteto que había terminado". Y Göllerich que el Cuarteto Hellmesberger no consiguió tocar correctamente la obra y decidió descatarla, por lo que tampoco pudo reclamar el estreno para sí mismo. En cambio, el Cuarteto Winkler ampliado (Julius Winkler, Carl Lillich, Hans Kreuzinger, Julius Desing, Theodor Lucca) interpretó por primera vez el Quinteto de cuerda el 17.11.1881, en la Sala Bösendorfer del Musikverein Wien, y por iniciativa del admirador de Bruckner Josef Schalk, se celebró una "velada interna" de la Akademische Wagner-Verein. Sin embargo, en ese estreno se había omitido el final. Después del final del ensayo general, Bruckner se apresuró a seguir al crítico Eduard Hanslick: "Bruckner se agotó en reconocimientos por el alto honor y, ante la ira de sus amigos, que luego no desaprovecharon una respetable reprimenda, hizo el intento, ¡de besar la mano a Hanslick! Esta escena también será inolvidable".
Finalmente, la primera interpretación completa tuvo lugar con el Hellmesberger Quartet (Josef Hellmesberger sen., Josef Hellmesberger junior [segundo violín], Josef Maxintsak [viola], Ferdinand Hellemsberger [violonchelo]) y H. Kupka [viola] el 8 de enero de 1885.

## Publicación
Bruckner inicialmente no encontró ningún editor para su nueva obra: "Todos los esfuerzos del maestro y sus admiradores por encontrar un editor en Viena fueron infructuosos". Los esfuerzos del director de orquesta Hans Richter por encontrar un editor en Inglaterra también fracasaron. Sólo el alumno de Bruckner, Josef Schalk, logró que el editor vienés Alfred Gutmann hiciera la publicación del Quinteto de cuerda, mientras que al mismo tiempo se pretendía imprimir la versión para piano a cuatro manos del propio Schalk, así como su arreglo para piano del movimiento lento.

## Recepción
Mientras los críticos vieneses Gustav Dömpcke, Max Kalbeck y el antiwagneriano Eduard Hanslick reaccionaron al quinteto de cuerda con el desdén y la hostilidad habituales, los críticos admiradores de Bruckner, Theodor Helm y Ludwig Speidel, elogiaron la originalidad y la belleza sonora de la nueva obra. Así, en 1884, Theodor Helm subrayaba: "Mientras que el final del quinteto de Bruckner -al menos después de la primera escucha- es un poco dudoso, los tres movimientos restantes son del mayor interés, especialmente en la feliz y original invención de los motivos... Pero la perla del quinteto es el grandioso Adagio (en sol bemol mayor), uno de los más nobles, ilustrados, tiernos y bellos en sonido, escritos en los tiempos modernos [...]. ¡profundo, fluyendo en una corriente verdaderamente "infinita" de emoción! Este adagio parece más bien una obra recién encontrada de Beethoven, de la última época del maestro y animada por su máxima inspiración. Este es probablemente el más alto de los elogios que se pueden decir sobre la composición de un artista sonoro vivo, y no tengo miedo de decirlo." 

## Movimientos

### Primer movimiento (Gemäßigt)
El primer movimiento en el tiempo de ¾ se caracteriza por el hecho de que, presentado por el primer violín, "se desvía en el tema principal genuinamente romántico en re mayor". Después de una breve frase de transición, sigue un período cantabile en fa sostenido mayor. En el desarrollo, el tema principal se procesa y modifica con el "carácter de una improvisación libre". Después de una pausa general, comienza una recapitulación, en el que se absorbe el tema principal, hasta que finalmente el primer violín da paso a la repetición final.

### Segundo movimiento (Scherzo, Schnell)
Segundo movimiento (Scherzo, Rápido) El Scherzo en tiempo de ¾, que "muestra semejanza familiar con el scherzo de la Quinta Sinfonía (también igualdad de tonalidad)", difiere del scherzo orquestal habitual de las sinfonías de Bruckner. Un Ländler, recitado en el segundo violín, forma el tema central real del movimiento, en contraste con una disociación clásico-lúdica del primer violín. Bruckner llama a la sección central "casi Andante". Una nueva desaceleración que casi lo paraliza hasta que el tema principal original vuelve a ganar una importancia central. Llama la atención los numerosos movimientos armónicos de semitonos desde re menor hasta re bemol mayor.

### Tercer movimiento (Andante [Adagio])
Mientras que el movimiento inicial y el final son en fa mayor, el Scherzo en re menor y el trío en mi bemol mayor, el grandioso tercer movimiento (en tiempo de 4/4) está en sol bemol mayor. El tema principal, recitado por el primer violín, está planteado directamente sin preparación y fluye ampliamente. En el constante pulso de octava del Segundo violín y la Segunda viola, suena un nuevo tema como una inversión del tema principal. En la sección de introducción, una figura de semicorchea perlada hacia abajo aumenta continuamente, hasta que se produce una agrupación cada vez mayor del sonido. Después de una fermata, comienza de nuevo una ola de aumento que culmina en una tripleta en triple fortissimo seguida de un delicado epílogo.

### Cuarto movimiento (Finale, Lebhaft bewegt)
"Ciertamente, este final es uno de los más extraños en la obra de Bruckner. En primer lugar, su clave está completamente velada, aunque se esfuerza por volver a la clave principal de la obra". los biógrafos de Bruckner, Max Auer y August Göllerich recomiendan situar el final directamente en el Adagio en la ejecución de la obra. El compás ¾ del primer movimiento se yuxtapone con el compás 4/4 del movimiento final. Sobre una base pulsante, suena el tema principal del cuarteto en el Segundo violín. La Primera Viola y el Primer Violín responden con una amplia frase melódica. Una contraparte etérea del Primer Violín empuja juguetonamente hacia arriba, imparable. El tema se convierte en el punto de partida de una fuga cuyo tema se contrasta con una sorprendente figura triple. Finalmente, sigue la recapitulación en re bemol mayor. La coda es una conclusión jubilosa.

### Intermezzo en re menor
Josef Hellmesberger, por cuya iniciativa se escribió el Quinteto de cuerda, rechazó el Scherzo originalmente pensado por Bruckner y "exigió un nuevo movimiento como sustituto del Scherzo". Bruckner siempre receptivo a las sugerencias de sus amigos, compuso entonces una nueva pieza: el Intermezzo, terminado el 21 de diciembre de 1879 (WAB 113). Su tema principal consiste en una melodiosa figura de Ländler en compás de 3/4, tocada por el segundo violín. La frecuente aparición de la tonalidad de sol bemol mayor hace referencia directa al movimiento lento. En el apartado de desarrollo se produce una transformación de los motivos de la primera parte. La obra ingeniosamente elaborada, indicada Moderato, se publicó por primera vez en 1913 y a veces se utiliza como movimiento adicional en las interpretaciones del Quinteto de cuerda. El estreno mundial lo realizó el 23 de enero de 1904 el Rosé Quartet.

## Posición estilística
El Quinteto de cuerdas en fa mayor es la obra de música de cámara más extensa e importante de Bruckner. El musicólogo austriaco y experto en Bruckner, Leopold Nowak, subraya: "Seguirá considerándose la única composición para música de cámara de Bruckner, porque el Cuarteto de cuerdas de 1862, publicado en su edición completa en 1956, con toda su esterilidad en la forma y en la ejecución, era una obra de estudio y el propio Bruckner ciertamente lo consideraba como tal." 
Ocasionalmente se enfatiza la proximidad del Quinteto de cuerda de Bruckner con los últimos cuartetos de cuerda de Beethoven. Sin embargo, cuando Bruckner compuso su quinteto aún no conocía los últimos cuartetos de Beethoven, al menos según el investigador de Bruckner, Max Auer, que afirma lo siguiente: "Cuando Göllerich dijo de esta interpretación [es decir, la primera interpretación el 17.11.1881] que creía reconocer en el Quinteto una continuación directa de los últimos cuartetos de Beethoven, Bruckner, en su modestia, se sorprendió ante esta comparación con su maestro más venerado y le dijo que desgraciadamente no conocía los últimos cuartetos de Beethoven. Göllerich le regaló las partituras en la siguiente Navidad."  Ernst Kurth destaca:" Por más independientes que sean las voces en su contrapunto, les falta la sensación de sonido y de superación de límites, buscan más densidad y unificación. No sólo una plenitud armoniosa, sino más bien en el contrapunto, una tensión total, que los distingue del impulso de crisis de los últimos cuartetos de Beethoven. Tiene, a pesar de muchas similitudes, un sentimiento básico diferente, guiado por la unidad sinfónica, que es muy diferente para Bruckner que para Beethoven." 

## Dedicatoria
La obra está dedicada "Al duque Max Emanuel de Baviera con el más profundo respeto". Bruckner recibió un alfiler de diamantes en agradecimiento del duque de Baviera. La elección de una personalidad de alto nivel como destinatario demuestra la importancia que Bruckner concedía a su Quinteto de cuerda. El investigador de Bruckner, Erwin Horn, muestra que Bruckner fue subiendo "un paso tras otro en el ranking hacia arriba"  con sus dedicatorias. Bruckner consideraba, en términos de significado, su quinteto de cuerda al nivel de sus sinfonías.

## Formación instrumental
El Quinteto de cuerdas en fa mayor de Bruckner está compuesto para dos violines, dos violas y un violonchelo. La adición de la segunda viola enfatiza y realza particularmente el rango medio del espectro de cuerdas.

## Arreglos
Aunque el Quinteto de Cuerdas de Bruckner es básicamente una obra de música de cámara, sus aspectos sinfónicos han inspirado a varios autores para adaptarla a diversas instrumentaciones.
Hans Stadlmair adaptó el Quinteto de cuerdas para una interpretación coral y añadió también contrabajos. Gottfired Kraus afirma: "Sólo el uso adicional de contrabajos crea nuevas posibilidades de expresión; el gran sonido de las cuerdas nos permite reconocer en el inconfundible lenguaje de Bruckner los modelos a seguir, entre ellos la influencia de Richard Wagner, más claramente que en la comparativamente frágil música de cámara". La obra fue grabada, entre otros, por la Bamberger Symphoniker (director: Lothar Zagrosek). El CD fue lanzado en 1995 con el sello Orfeo International Music GmbH, Múnich (C348951A).
Peter Stangel ha editado la obra para orquesta de cámara: "Stangel ha ampliado el quinteto de cuerda solista con contrabajo, instrumentos de viento y dos trompas hasta convertirlo en una auténtica 'sinfonía de cámara'"  y ha grabado su arreglo con el conjunto de cámara ". El CD (grabación en vivo) fue lanzado en 2007 en el sello Solo Música.
Gerd Schaller ha hecho una adaptación para una gran orquesta (dos instrumentos de viento de madera, cuatro trompas, dos trompetas, tres trombones, timbales y cuerdas): "La versión orquestal demuestra que el estilo Bruckner existe básicamente en todos los géneros... en este arreglo del Quinteto conduce a la conquista de una nueva dimensión sinfónica para la gran sala de conciertos."  La grabación en CD con la Orquesta Sinfónica de la Radio de Praga (director: Gerd Schaller) fue publicada en 2018 por el Label Profile Edición Günter Hänssler (PH16036).

## Versiones y ediciones
En el manuscrito original de Bruckner (1879), el movimiento lento, un "Andante quasi Allegretto", se incluyó como segundo movimiento, y Hellmesberger también lo interpretó así. En la primera edición (Gutmann), aparece como "Adagio" en tercera posición después del Scherzo.En 1884, Bruckner introdujo algunos cambios y adiciones a la partitura, principalmente una coda diferente al final. Estos cambios no se tuvieron en cuenta en la primera edición.
- Gutmann (1884): La primera edición incluía marcas de metrónomo que no procedían de Bruckner.[4]
- Woess Universal Edition (1922), reedición que incluye los ajustes de Bruckner
- Nowak (1963): edición crítica basada en el manuscrito de Bruckner. La edición de Nowak incluye las revisiones de Bruckner realizadas en la partitura de copia y en la partitura de composición.[29]
- Gerold W. Gruber, nueva edición crítica (2007), agregando en los dos primeros movimientos algunos pasajes opcionales, que fueron eliminados en la edición de Nowak ( compases 245-264 en la coda del primer movimiento y compases 63-82 en el Scherzo).[1][29]

## Discografía seleccionada

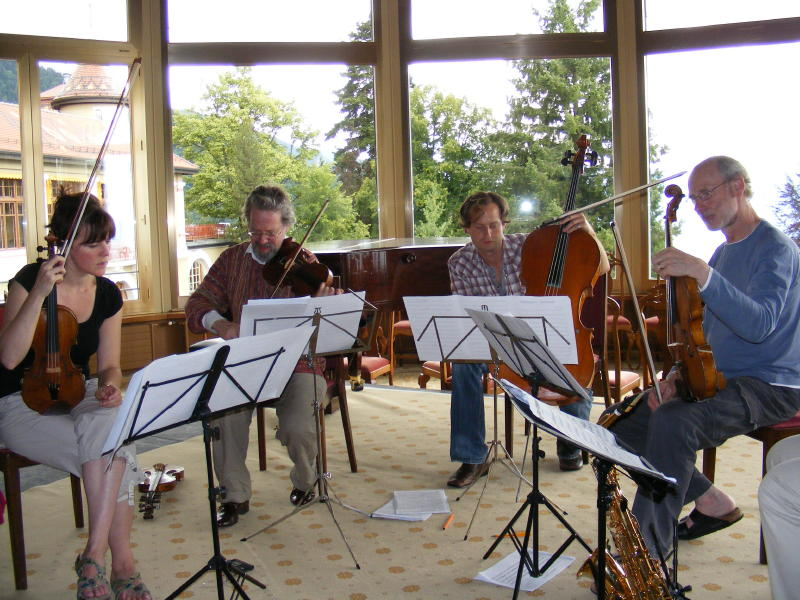
Fitzwilliam Quartet

Hay alrededor de 60 grabaciones del Quinteto de Cuerda. La primera grabación fue realizada por el Prisca Quartett en 1937.
Según Hans Roelofs, son excelentes grabaciones, entre otras, las del Keller Quartet, el Koeckert Quartet, el Amadeus Quartet, el Quintett der Wiener Philharmoniker (Quinteto de la Filarmónica de Viena), el Melos Quartet, el Raphael Quartett, L'Archibudelli y el Vienna String. Quintet, el Cuarteto de Cuerdas de Leipzig, el Cuarteto Fine Arts y el Quinteto Bartholdy.
- Koeckert Quartett, Georg Schmid (segunda viola). Anton Bruckner - Quinteto de cuerdas, fa mayor . LP: DG LPM 18042, 1952; transferido a CD: Forgotten Records (Francia) fr 225
- Keller Quartett, Georg Schmid (segunda viola). Anton Bruckner - Obras completas de cámara . LP: Da Camera magna SM 92707/8, 1962; transferido a CD: Sociedad del Patrimonio Musical MHS 1363/4
- Amadeus Quartet, Cecil Aronowitz (segunda viola). Bruckner - Streichquintett F-Dur . LP: DG LPM 18963, 1964; transferido a CD: DG (Japón), DG 477 573 9
- Quinteto de la Filarmónica de Viena. Bruckner - Quinteto de cuerda en fa mayor, intermezzo en re menor para quinteto de cuerda . LP: Decca STS 15400, 1974; transferido a CD: Decca 430 296-2 (sin Intermezzo)
- Cuarteto Melos, Enrique Santiago (segunda viola). Bruckner - Streichquintett F-Dur . CD: Harmonía Mundi HMC 901421, 1992
- Raphael Quartett, Prunella Pacey (segunda viola). Bruckner: Quinteto de cuerdas; Rondó; Intermezzo . CD: Globo 5078, 1992
- L'Archibudelli. Anton Bruckner: Quinteto de cuerda. Intermezzo. Rondó. Cuarteto de cuerda . CD: Sony Classical Vivarte SK 66 251, 1994 - sobre instrumentos históricos
- Quinteto de cuerdas de Viena, Bruckner: Quinteto de cuerdas en fa, intermezzo en re . CD: Cámara 30CM-399, 1994
- Cuarteto de Cuerdas de Leipzig, Hartmut Rohde (segunda viola). Bruckner: Quinteto de cuerda en fa mayor / Cuarteto de cuerda en do menor . CD: ODM 307 1362-2, 2005.
- Cuarteto Fine Arts, Gil Sharon (segunda viola). Bruckner: Quinteto de cuerdas en fa mayor / Cuarteto de cuerdas en do menor . CD: Naxos 8.570788, 2007
- Conjunto Hyperion, cinco a seis . CD: Paladino Music pmr 0021 – 2008 con Fantasía en fa menor de Schubert, D 940 (arr. de F. Lermer para sexteto de cuerda)
- Fitzwilliam Quartet, James Boyd (segunda viola). Anton Bruckner: Quinteto de cuerda / Cuarteto de cuerda . CD: Linn LC 11615, 2011 - sobre instrumentos históricos
- Bartholdy Quintet, Bruckner – Quintetos de cuerda Zemlinsky – CD: CAvi Music 8553348, 2013